# Caius Licinius Macer

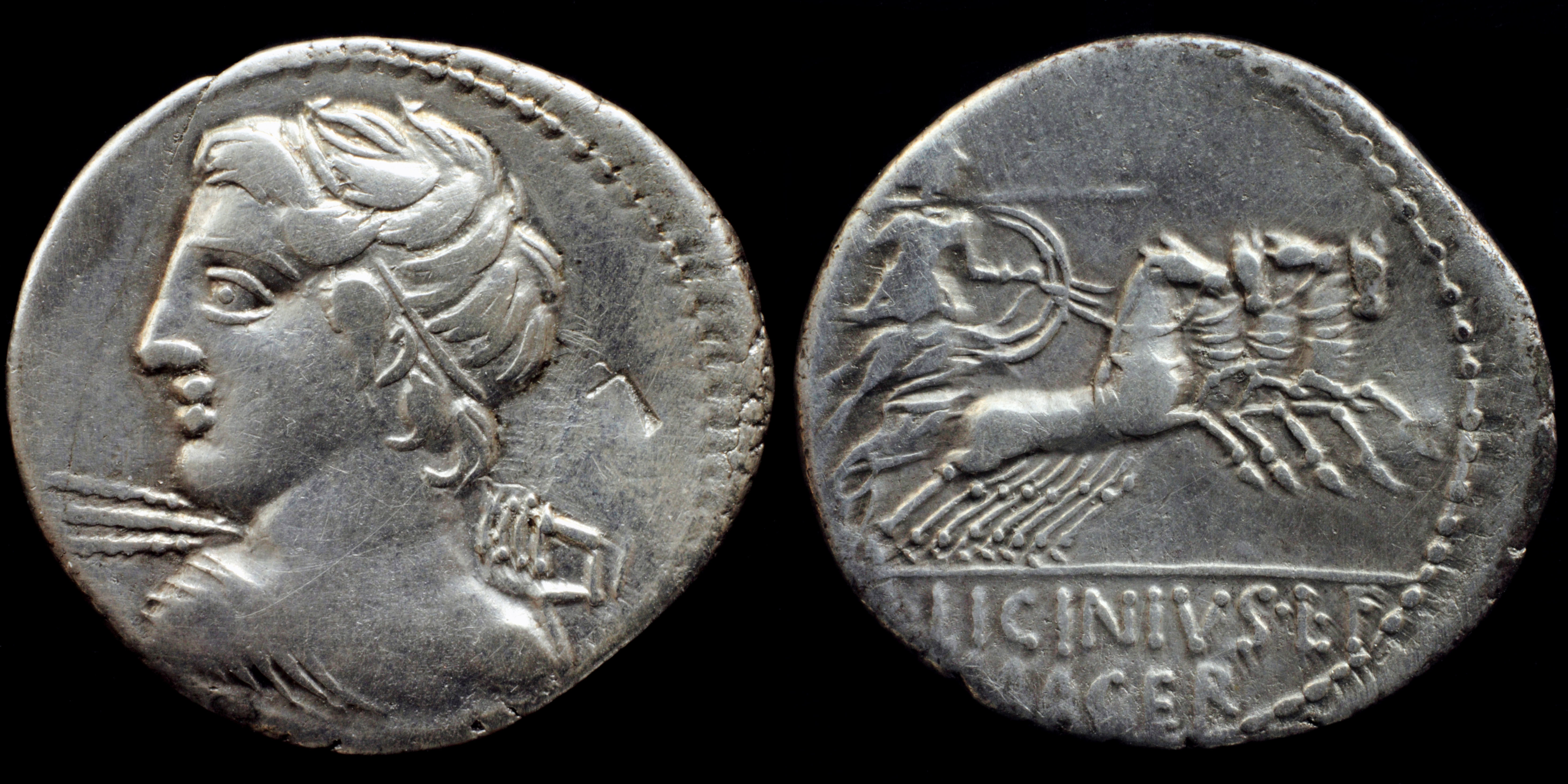
Đồng bạc denarii do Licinius đúc ở La Mã khoảng năm 84 TCN
Mặt ngửa: bán thân thần Veiovis. Mặt sấp: Thần Minerva cầm giáo và khiên trên xe tứ mã

Caius Licinius Macer (k. 107 TCN – 66 TCN) là chính trị gia, nhà hùng biện và nhà sử học La Mã, được xếp vào thế hệ nhà chép biên niên sử trẻ.
Ông là người tích cực ủng hộ phái Đại chúng bình dân (Populare) và bảo vệ tư pháp. Sau khi giữ chức quan tổng đốc tỉnh, ông bị buộc tội đã cưỡng đoạt tiền bạc, chịu án lưu đày. Bất ngờ trước phán quyết này, ông chết trong một hoàn cảnh không rõ ràng.
Ngoại trừ những mảnh rời rạc thì hiện không tác phẩm lịch sử nguyên vẹn nào của Macer còn tồn tại đến nay. Ông viết về lịch sử La Mã từ lúc khai sinh cho đến một giai đoạn nào đó chưa rõ. Trong số thế hệ nhà biên niên sử trẻ, Licinius Macer dường như nổi bật vì sự tin cậy và ưa khám phá về lịch sử, bất chấp những thiên vị về công trạng và thành tích chính gia tộc mình. Cicero không ưa và chỉ trích tác phẩm của Macer, nhưng là về phong cách chứ không phải về độ khả tín. Dionysius thành Halicarnassus và Titus Livius đã sử dụng tác phẩm của ông làm nguồn tư liệu viết về sự khởi đầu của La Mã.

## Cuộc đời
Caius Licinius Macer sinh khoảng năm 107 TCN thuộc giới bình dân danh giá. Ông theo học Marcus Licinius Crassus và được cho là làm bạn với Lucius Cornelius Sisenna. Macer ủng hộ và tham gia phái Đại chúng bình dân. Năm 73 TCN, ông giữ chức quan án pleb. Sau đó, ông chống lại luật của Sulla yêu sách khôi phục quyền lực cho hội đồng pleb. Pompey đã bàn thảo với Macer về vấn đề này. Để làm suy yếu phái quý tộc (optimate), Licinius Macer kêu gọi dân thường không đăng lính.
Năm 68 TCN, Macer giữ chức pháp quan (praetor) và nắm quyền điều hành một tỉnh (nhưng không rõ tỉnh nào). Năm 66 TCN, khi trở lại Roma, ông bị buộc tội lạm quyền cưỡng đoạt tài sản khi còn đương chức tổng đốc. Macer hy vọng nhờ Crassus che chở để được trắng ắn nhưng tòa án de repetundis do Marcus Tulius Cicero chủ trì đã kết án Macer có tội và phải chịu án lưu đày. Án này khiến Macer kinh ngạc và tử vong ngay khi nghe phán quyết. Cái chết này là không rõ ràng, tư liệu cổ thì đưa ra hai cách lý giải. Plutarchus chép rằng ông đột ngột qua đời do đau tim, còn Valerius Maximus cho rằng đó là hành vi tự sát. Con trai ông là Caius Licinius Macer Calvus (Macer Trẻ).
Ngoài hoạt động chính trị, Macer Già còn là một luật sư bào chữa tại tòa án. Theo Cicero trong Brutus, Macer rất tích cực trong việc này, cẩn thận thu thập chứng cứ và sử dụng có phương pháp. Tuy vậy, xuất phát từ khác biệt quan điểm chính trị, Cicero phê phán tính cách và lối sống của Macer.
Hầu như không còn tư liệu gì xác chứng tài hùng biện của Macer. Một số phỏng đoán về hình thức trên cơ sở những ghi chép của Sallust. Chỉ một mẩu câu được tìm thấy còn lại trong bản Pro Tuscis mà ông đứng ra bảo vệ cho các thành Etruria bị thiệt hại do Sulla thuộc địa hóa.

## Tác phẩm
Licinius Macer được coi là một trong những nhà biên niên sử lớp trẻ, đa phần tác phẩm của lớp này đều không còn nguyên vẹn đến ngày nay. Chỉ có 25 mảnh còn lại đã được tập hợp xuất bản trong Historicorum Romanorum reliquiae (Dấu tích lịch sử La Mã) của Hermann Peter.
Hiện chưa rõ tiêu đề tác phẩm này, Priscian có đề cập đến Annales, Macrobius nhắc đến Historiae, còn Nonius dùng cả hai tên này khi nói về tác phẩm của Macer. Tác phẩm chép lịch sử La Mã theo phong cách biên niên, bắt đầu với truyền thuyết sói cái nhưng không rõ thời điểm kết thúc. Có thể tác phẩm kết thúc ở thời Jugurtha hoặc do qua đời đột ngột nên Macer không kịp hoàn bổ sung các diễn biến mới nhất để hoàn thành tác phẩm. Toàn văn tác phẩm gồm ít nhất 14 hoặc 16 cuốn, có thể lên đến 21 cuốn.
Do số mảnh rời của tác phẩm chỉ còn lại ít mà đều bắt nguồn từ hai tác giả trên nên không thể nào đánh giá nội dung hay phục chế lại tài liệu. Có vẻ như Macer đã dành nhiều nội dung cho lịch sử vua chúa La Mã. Với các mảnh thông tin còn lại cho phép xác định Romulus và Remus và lịch triều đại đầu tiên. Ông cũng cố gắng xác định thời điểm Tarquin Già đến Roma. Các mảnh nội dung còn lại chép đến thời kỳ cộng hòa, trong đó có trận chiến với người Latinh tại Hồ Regillus (496 TCN), thất bại tại Kremera ở Etruria (477 TCN), nguồn gốc quan chấp chính và chế độ độc tài. Dấu vết trong Historiae dành để nói về chiến tranh với Pyrros, có thể do Macrobius chỉ coi phần sơ sử La Mã như là đoạn giới thiệu. Rất khó xác định nguồn tư liệu Macer tham khảo để viết, có thể là từ tác phẩm của Gnaeus Gellius.
Không thể nói thêm về phong cách và giá trị văn chương ngoài ý kiến Cicero đánh giá thấp Macer. Ông phê phán lối trần thuật, sự phi lý trong các diễn ngôn của nhân vật lịch sử và việc phóng đại quá mức.
Về sau, tác phẩm của Licinius Macer đã được vài người khác sử dụng ở một mức độ nào đó như Quintus Aelius Tubero, Sallust, Dionysius thành Halicarnassus và Titus Livius. Dionysius và Livius nhắc đến tác phẩm ấy trong các đoạn liên quan đến lịch sử La Mã cổ đại. Livius coi đây là nguồn tư liệu cơ bản khi mô tả sự khai sinh của thành phố truyền thuyết Sói Cái. Cả vào giai đoạn cuối của đế quốc La Mã, khoảng thế kỷ 4, tác giả của Orgio gentis Romanae (Nguồn gốc người La Mã) cũng đã dùng lại tác phẩm của Macer trong phần Corpus Aurelianum.
Về độ khả tín của Macer hiện có hai nhận định. Các nhà nghiên cứu theo trường phái Theodor Mommsen chỉ trích Macer coi là kẻ giả mạo sử liệu. Hầu như lớp các nhà biên niên sử trẻ đều bị mang tiếng như vậy. Tuy nhiên, theo thời gian, đã xuất hiện những đánh giá tích cực hơn về tác phẩm của Macer, trong số đó có Friedrich Münzer, Martin Schanz và Carl Hosius Những ý kiến này đều bắt nguồn từ ghi chép cổ, vì ngay cả Cicero dù không ưa nhưng cũng không hề hạ thấp giá trị Macer, còn Livius thì lại đánh giá cao. Livius cũng cung cấp thêm thông tin để nhận định rằng Macer tỉ mỉ hơn những người khác, luôn sẵn lòng kiểm tra lại các nguồn tư liệu cổ thời ấy. Theo Livius, Macer đã tìm kiếm tư liệu cũ, như libri lintei từ đền thờ Juno được chép trên cuộn vải lanh có chứa thư từ các quan chức mà không nơi nào khác còn lưu giữ được. Ngoài ra, ông còn khám phá và thuật lại hiệp ước liên minh giữa La Mã và Ardea từ năm 444 TCN. Độ sắc sảo của Macer thể hiện ở chỗ săn tìm nguồn gốc chế độ độc tài theo truyền thống Latinh, đảm bảo độ chính xác về niên đại (như cố gắng xác định ngày diễn ra các sự kiện). Ông cũng không phóng đại số lượng kẻ thù chết trận giống như Valerius Antias đã làm.
Tuy nhiên, Macer không tránh khỏi những sai sót điển hình của các sử gia đương thời. Livius chỉ rõ ông đã đề cao qua mức dòng họ mình, nhấn mạnh đến công trạng những vị trong gia tộc, đặc biệt như Caius Licinius Stolon thế kỷ 4 TCN, đôi lúc quá đà mà trở thành ca tụng quá thực tế. Trong số các nhà biên niên sử trẻ, ông là người duy nhất tích cực tham gia chính trị và chính điều này ảnh hưởng đến tác phẩm. Ông viết về những tranh chấp xung đột giữa giới quý tộc và giới bình dân thời trước trên quan điểm như thể chính bản thân cũng can dự vào. Là người có chỗ đứng trong xã hội có thể ông đang muốn thay thế lịch sử do phe quý tộc tạo ra. Điều này có thể thấy được qua các phân đoạn còn lại có sự nhấn mạnh vào công lý và luật lệ của Romulus, điều này trái ngược với Titus Tatius, hoặc thể hiện mong muốn thay đổi quan điểm về quan thị chính bình dân của Gnaeus Flavius từ năm 304 TCN. Nếu viết về thời Sulla, chắc chắn ông sẽ lên án các hành động thời đó. Quan điểm Macer gần gũi nhưng cấp tiến hơn Gaius Fannius, nên có sự bóp méo lịch sử ở mức độ nhất định.